# Texasville
Texasville é um filme de 1990, dos Estados Unidos da América, dirigido por Peter Bogdanovich. O filme é baseado no romance homónimo de Larry McMurtry e a sequela de The Last Picture Show.
Estreou em Portugal a 21 de Junho de 1991.

## Sinopse
Em 1984, 33 anos depois dos eventos descritos em The Last Picture Show,  Duane Jackson (Jeff Bridges) é um homem rico, dono de uma empresa petrolífera, que enfrenta a falência. Sente-se afastado da família. A sua esposa Karla (Annie Potts), acredita que o marido a engana e o seu filho Dickie (William McNamara) parece seguir os passos do pai no que diz respeito a relacionamentos amorosos. Ruth Popper (Cloris Leachman) é agora secretária de Duane e Lester Marlow (Randy Quaid) é um homem de negócios em crise e à beira de um ataque de coração. Sonny Crawford (Timothy Bottoms) tem um comportamento cada vez mais errático, e Duane preocupa-se com a sua saúde mental. Jacy Farrow (Cybill Shepherd), depois de ter viajado pelo mundo, volta à cidade e mais uma vez à vida de Duane.

## Elenco
- Jeff Bridges as Duane Jackson
- Timothy Bottoms as Sonny Crawford
- Cybill Shepherd as Jacy Farrow
- Cloris Leachman as Ruth Popper
- Randy Quaid as Lester Marlow
- Annie Potts as Karla Jackson
- William McNamara as Dickie Jackson
- Eileen Brennan as Genevieve Morgan